# Seppo Kaihari
Seppo Kaihari (né le 22 septembre 1929 à Tampere en Finlande) est un joueur finlandais de hockey sur glace.

## Carrière en club
En 1949, il commence sa carrière avec le Tammerfors Bollklubb dans la SM-sarja.

## Statistiques
| Saison    | Équipe               | Ligue    |    | Saison régulière | Saison régulière | Saison régulière | Saison régulière | Saison régulière |   | Séries éliminatoires | Séries éliminatoires | Séries éliminatoires | Séries éliminatoires | Séries éliminatoires |
| Saison    | Équipe               | Ligue    | PJ | B                | A                | Pts              | Pun              | PJ               | B | A                    | Pts                  | Pun                  |                      |                      |
| 1949-1950 | Tammerfors Bollklubb | SM-sarja | 7  | 0                | 0                | 0                | 2                | -                | - | -                    | -                    | -                    |                      |                      |
| 1950-1951 | Tammerfors Bollklubb | SM-sarja | 9  | 0                | 0                | 0                | 0                | -                | - | -                    | -                    | -                    |                      |                      |